# Alonso Núñez de Haro y Peralta

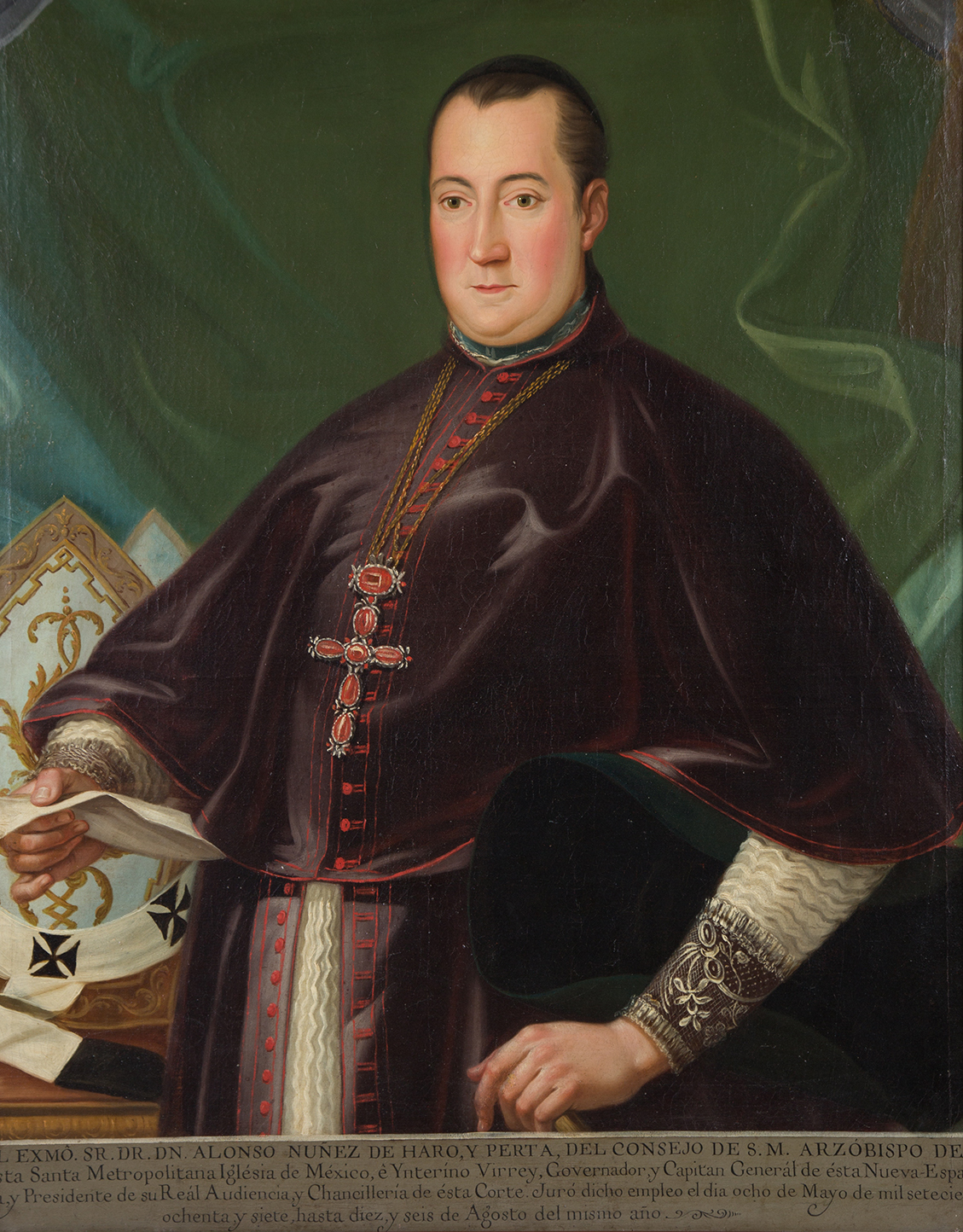
Alonso Núñez de Haro y Peralta, Erzbischof von Mexiko und Vizekönig von Neuspanien

Alonso Núñez de Haro y Peralta, auch Ildefonso Núñez de Haro y Peralta, (* 31. Oktober 1729 in Villagarcía del Llano, Provinz Cuenca, Spanien; † 26. Mai 1800 in Mexiko-Stadt) war ein spanischer Bischof der römisch-katholischen Kirche und Kolonialverwalter, der für kurze Zeit auch als Vizekönig von Neuspanien amtierte.

## Leben

### Herkunft und Kirchenkarriere
Alonso Núñez entstammte einer Familie von Landwirten aus der Provinz Cuenca. Sein Onkel Andrés Núñez war Weihbischof in Toledo und Titularbischof von Maxula; dieser kümmerte sich um die Ausbildung von Alonso Núñez. Alonso studierte zunächst Philosophie und Theologie am Dominikanerkolleg der Universität Toledo. Später wechselte er an die Universität Bologna, wo er 1748 den Doktorgrad erlangte.
Nach seiner Rückkehr nach Spanien wurde er Domherr an den Kathedralen von Toledo, Cuenca und Segovia. In Toledo war er für das Heim für Findelkinder zuständig.

### Amtszeit als Erzbischof von Mexiko
Seine organisatorischen Qualitäten aber auch die Kraft seiner Predigten führten dazu, dass Núñez in vergleichbar jungen Jahren 1772 zum Erzbischof von Mexiko berufen wurde. Er trat die Nachfolge von Francisco Antonio de Lorenzana an.
Alonso Núñez gründete auch in Mexiko-Stadt ein Heim für Findelkinder und ließ im einstigen Priesterseminar des Jesuitenordens in Tepoztlán eine Besserungsanstalt für Priester einrichten.

### Amtszeit als interimistischer Vizekönig
Nach dem Tode des Vizekönigs Bernardo de Gálvez y Madrid hatte die Real Audiencia von Mexico die Regierungsgewalt zunächst an den Gouverneur von Neu-Galicien, Eusebio Sánchez Pareja übertragen. Die Kolonialverwaltung in Madrid benannte Erzbischof Núñez als interimistischen Vizekönig. Bis die Nachrichten und Befehle einmal von Mexiko nach Spanien und zurück gelangt waren, wurde es Mai 1787, ehe Núñez sein weltliches Amt übernahm.
Er führte die Reformen fort, die Kolonialminister José de Gálvez y Gallardo initiiert hatte. Während seiner Amtszeit wurde die große botanische Expedition unter Martín Sessé y Lacasta angestoßen und vorbereitet; Núñez förderte die Einrichtung eines botanischen Gartens, der Pflanzen aus allen Teilen der Kolonie ausstellen sollte.
Im August 1787 übergab er sein Amt an den neuen Vizekönig Manuel Antonio Flórez.

### Späte Jahre
Núñez blieb im Amt des Erzbischofs bis zu seinem Tod. Im Jahr 1792 wurde er in den Orden Karls III. aufgenommen. Er starb im Mai 1800 nach langer Krankheit.